# Schnella guianensis
Espèce
Synonymes
Selon Tropicos (30 août 2024)
- Bauhinia chrysophylla Vahl ex DC.
- Bauhinia chrysophylla Vogel
- Bauhinia excisa (Griseb.) Hemsl.
- Bauhinia guianensis Aubl. - Basionyme
- Bauhinia guianensis var. splendens (Kunth) Amshoff
- Bauhinia manca Standl.
- Bauhinia obovata S.F. Blake
- Bauhinia sericella Standl.
- Bauhinia splendens Kunth
- Bauhinia splendens var. latifolia Benth.
- Bauhinia sprucei var. acuminata Benth.
- Bauhinia thompsonii I.M. Johnst.
- Binaria splendens (Kunth) A. Schmitz
- Phanera guianensis (Aubl.) Vaz
- Phanera splendens (Kunth) Vaz
- Schnella bicomata Pittier
- Schnella excisa Griseb.
- Schnella guianensis var. splendens (Kunth) R. Bernal & Celis
- Schnella obovata (S.F. Blake) Britton & Rose
- Schnella splendens (Kunth) Benth.

Selon GBIF (30 août 2024)
- Bauhinia chrysophylla Vahl
- Bauhinia chrysophylla Vahl ex DC.
- Bauhinia guianensis Aubl. - Basionyme
- Bauhinia guianensis Pulle
- Bauhinia guianensis var. guianensis
- Bauhinia macrophylla Poir.
- Bauhinia manca Standl.
- Bauhinia sericella Standl.
- Bauhinia speciosa Roxb.
- Bauhinia speciosa Vogel
- Bauhinia superba Steud.
- Bauhinia thompsoniae I.M.Johnst.
- Phanera guianensis (Aubl.) Vaz
- Schnella bicomata Pittier
- Schnella macrophylla Griseb.

Schnella guianensis est une espèce de plantes à fleurs de la famille des Fabaceae. C'est une liane trouvée en Amérique centrale et Amérique du Sud.
Elle est connue en Guyane sous les noms de liane Échelle tortue (créole), Ayã yula (Wayãpi), Wahitye ariβra, Wahitye avudiga (Palikur), Escada-de-jabotí, Cipó-escada (Portugais), au Suriname comme Hikuritarafon (Arawak), Sekrepatoe-trapoe (Sranan tongo), et au Venezuela sous les noms de Bejuco de cadena, Bejuco de cadena marrón, Bejuco negro, Hoja de venado.

## Description
Schnella guianensis est une liane grimpante à tige plus âgée aplatie.
Les jeunes rameaux sont ferrugineux-pilosés.
Les feuilles sont coriaces, abaxialement ferrugineuses-tomentose à l'état jeune, bientôt glabrescentes, et les folioles presque libres.
Elle produit rarement des vrilles.
Les inflorescences sont des racèmes terminaux, jusqu'à 16 cm de long, tomenteux.
Les pédicelles sont longs de 0,2-0,5 cm (jusqu'à 0,6 cm de long dans le fruit).
Le tube du calice fructifère est campanulé, long de 0,5-0,8 cm, jusqu'à environ 0,7 cm de large, les lobes obtus, d'environ 0,2 cm de long.
Le fruit est une gousse clavée, très plate, mesurant 5-8,5 x 2,5-2,6 cm, séricifère à tomenteuse brun rougeâtre, obscurément veinée transversalement, se rétrécissant vers la base en un stipe d'environ 0,5 cm de long, l'apex obliquement acuminé sur 0,2 cm, sutures minutieusement épaissies (jusqu'à 0,07 cm de large).
Il contient environ 4 petites graines.

En 1952, Lemée en propose la description suivante de Protium heptaphyllum :

« B. guianensis Aubl. Grande liane à tige comprimée, avec vrilles, jeunes rameaux et inflorescences pubérulents ou tomenteux ; feuilles bifoliolées bou presque, folioles de 0,05-0,10 sur 0,02-0,04, obtuses ou aiguës ou acuminées, 4-5-nervées, coriaces, glabres en dessus, pubérulentes-ferrugineuses en dessous ; grappes lâches, bractées et bractéoles très petites ; boutons finement 5-dentés au sommet; pétales obovales onguiculés velus, ovaire velu ; gousse de 0,05-0,08 sur 25 mm., tomenteuse apiculée. »

— Albert Lemée, 19523.

## Répartition
Schnella guianensis est présent du Nicaragua au Brésil, en passant par le Panama, la Colombie, le Venezuela, Trinidad, le Guyana, le Suriname, la Guyane, la Bolivie, et l'Équateur.

## Écologie
Schnella guianensis pousse dans les forêts sempervirentes de basse altitude à basse altitude, bordures de rivières, à 50-500 m d'altitude.
Elle est assez rare dans les Guyanes, où elle pousse dans la forêt pluviale d'altitude, en particulier la forêt secondaire et la forêt marécageuse le long des cours d'eau.
La chenille de Aguna megacles megacles se nourrit de ses feuilles.

## Usages
L'écorce de Schnella Guianensis renferme des naphtoquinones, des flavanes et des stéroïdes glucosidiques, présente des activités anti-inflammatoires et analgésiques, et diverses autres propriétés.
Les apprentis chamanes Palikur confectionnent et fument des cigarettes avec les folioles hachées et séchées de Schnella guianensis et l'écorce pilée de Brosimum acutifolium roulées dans l'écorce de Couratari multiflora pour entrer en contact avec les esprits qu'ils souhaitent domestiquer.
Les Taiwano considèrent les graines comme diurétiques et les Tikuna utilisent les tiges pour les affections des reins. 
Son infusion sert à soigner la diarrhée et les écoulements menstruels excessifs chez les Waimiri-Atroari (en).
Les Amérindiens du nord-ouest du Guyana emploient la sève brune extraite des tiges et des racines comme remède contre la diarrhée.
Les Yanomami et les Chácobo l'emploient pour soigner la diarrhée et les maux d'estomac,.

## Protologue

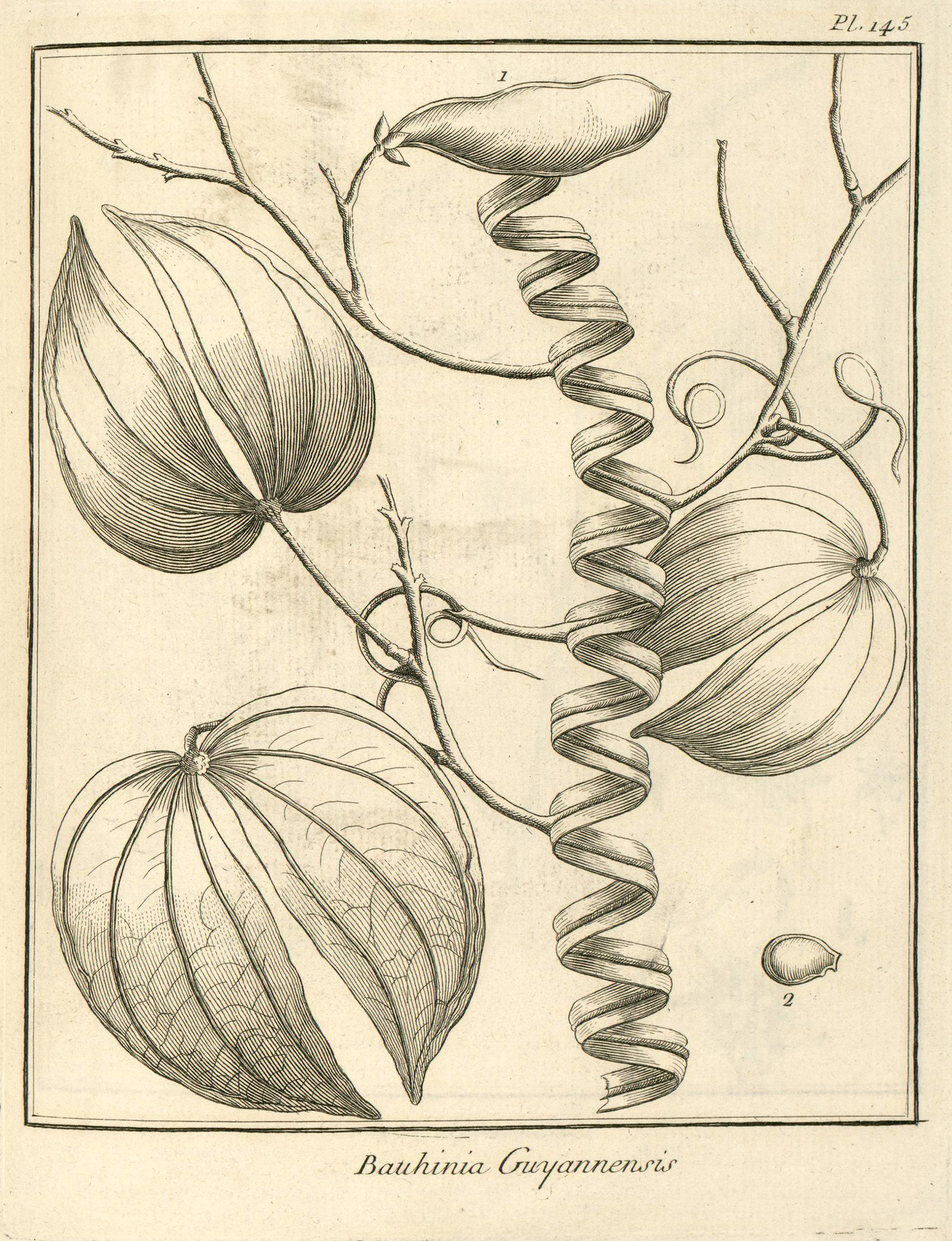
Schnella guianensis par Aublet (1775) - 1. Gouſſe. - 2. Semence.

En 1775, le botaniste Aublet a proposé le protologue suivant : 

« 1. BAUHINIA (Guianenſis) caule cirrhiſero, foliis tevibus, bipartitis. (Tabula 145.)
Hæc fpecies differt a précédenti, foliis rigidioribus, lævibus, minus amplis, utrinque viridibus.
Fructum ferebat eodem tempore.
Habitat in ſylvis Guianæ.
Nomen Caribæum YA-OUTI-MOUTA.
Binæ iſtæ plantæ maximoperè accedunt ad plantam de quâ Loefling pag. 283. mentionem facit. Conveniunt adhuc cum plantâ deſcriptâ à Rumphio ſub denominatione fequenti.
Folium linguæ, daun lida-lida. Herb. Amb. p. 1. cap. 1. tab. 1 . pag. 3.
Congruunt quoque cum NAGA-MU-VALLI. H. Mal. l. 8. pag. 57. tab. 30 & 31.
Bauhinia (ſcandens) caule cirrhiſero. Lœfl. It. 218. Lin. Spec. 535.

L'ATIMOUTA à petites feuilles. (PLANCHE 145.)
Cette eſpèce ne diffère de la précédente [Schnella outimouta] que par ſes feuilles, qui ſont beaucoup plus petites, plus liſſes, plus épaiſſes, vertes ſur leurs deux faces, & ſans boſſelures. Les jeunes feuilles ſont rouſſâtres. 
Cet arbriſſeau ſe trouve dans les mêmes lieux que le précédent. 
II eſt nommé par les Garipons YA-OUTI-MOUTA. 
Ces deux plantes ont beaucoup de rapport avec celle qui eſt décrite par Rumph ſous la dénomination ſuivante. 
Folium linguæ, daun lida-lida. H. Amb. pag. 1. cap. 1. t. 1. pag. 3.
Elles conviennent encore avec le NAGA-MU-VALLI. H. Malab, l.8. p. 57. tab. 30 & 31. »

— Fusée-Aublet, 1775.

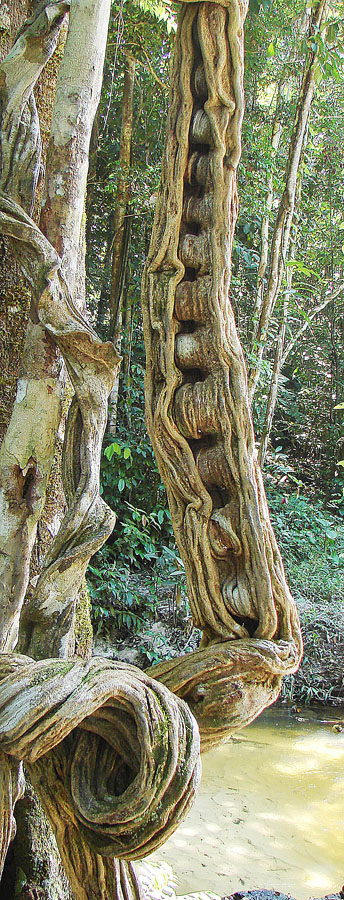
tige.
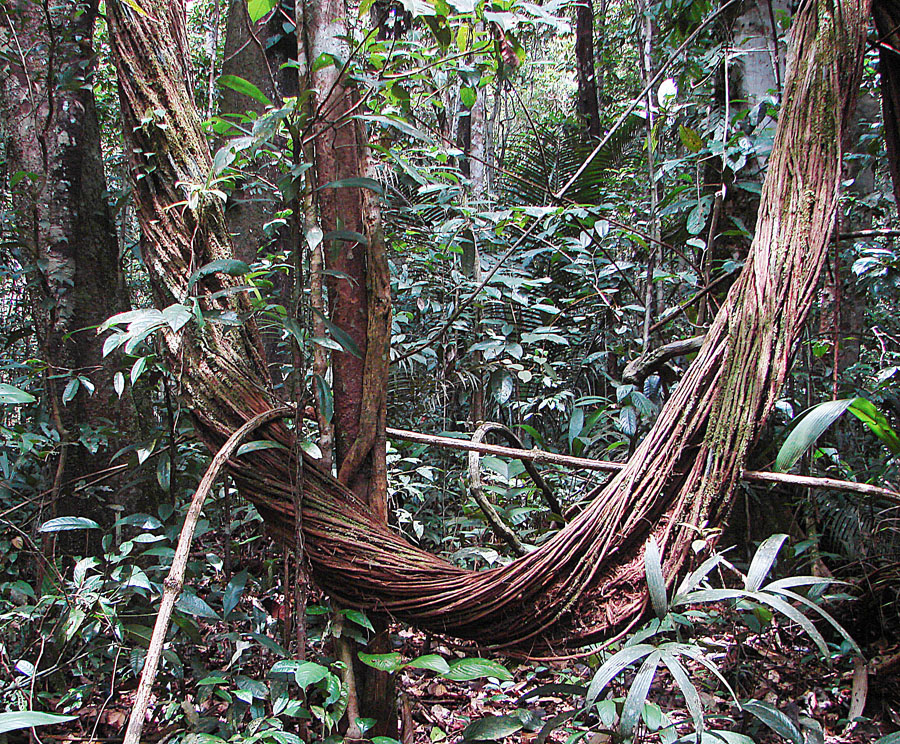
tige.